# Свети Никола (Къшане)
Вижте пояснителната страница за други значения на Свети Никола.
„Свети Никола“ (на македонска литературна норма: „Свети Никола“) е възрожденска манастирска православна църква в село Къшане, северната част на Република Македония. Част е от Кумановско-Осоговската епархия на Македонската православна църква – Охридска архиепископия.
Църквата е гробищен храм. Изградена е в 1884 година. Има каменни релефни украси. Църквата е изписана от Димитър Папрадишки и Петър Николов от Велес. Има позлатени, резбовани царски двери.